# Božidar Puretić
Božidar Puretić (Bjelovar, 8. listopada 1921. – Zagreb, 30. rujna 1971.), hrvatski liječnik pedijatar

## Životopis
Rođen u Bjelovaru. Poslije rat završio studij medicine u Zagrebu. Pedijatriju specijalizirao 1952. godine. Radio u zagrebačkoj Klinici za dječje bolesti. Osnovao je i vodio Dojenački odjel. Predavao na Medicinskom fakultetu.
Područje njegova znanstvena interesa bila je biologija i patologija dojenačke dobi. Osobito se bavio poremećajima prehrane i bolestima dišnih organa.
Pisao o stafilokoknim infekcijama na dječjim odjelima, tuberkulozi, tuberkuloznom meningitisu, Sturge-Weberovu sindromu, poremećajima prehrane i dr., a članke objavio u Zdravstvenim novinama, Jugoslavenskoj pedijatriji, Liječničkom vjesniku, The British Journal of Dermatology, Radovima Medicinskog fakulteta u Zagrebu, Annales paediatrici. International review of pediatrics, Tuberkulozi i dr.
Svjetskoj je medicinskoj znanosti pridonio definiranjem jednog sindroma. Sa suprugom Štefanijom Puretić (1922. – 2015.), dječjom dermatologinjom, definirao je taj sindrom, sindrom mezenhimne displazije, syndroma Puretić.

## Vanjske poveznice
- [neaktivna poveznica] Sjećanje
- National Center for Biotechnology Information PubMed: Puretic B
- PubMed - NCBI Juvenile hyaline fibromatosis (Murray-Puretic-Drescher syndrome)  oral and systemic findings in siblings
- PubMed - NCBI Puretić syndrome--gingival fibromatosis with hyaline fibromas